# Diego Madrigal
Diego Josué Madrigal Ulloa (San José, 19 de marzo de 1989) es un futbolista costarricense. Juega como Centrocampista y actualmente milita en el Puntarenas FC de la Primera División de Costa Rica.
Madrigal debutó en enero de 2009 con la Universidad de Costa Rica y marcó su primer gol en marzo del mismo año.

## Selección nacional
Ha sido internacional con la selección absoluta de Costa Rica, a partir de 2010, marcó su primer gol en un amistoso contra Argentina el 26 de enero del 2010. También integró la selección sub-20 durante el Campeonato Mundial Sub-20 de 2009 donde marcó un gol contra Australia.

### Goles en la Selecciones menores
| Gol | Fecha                | Sede                                        | Oponente  | Marcador | Resultado | Competencia         |
| --- | -------------------- | ------------------------------------------- | --------- | -------- | --------- | ------------------- |
| 1.  | 3 de octubre de 2009 | Internacional de El Cairo, El Cairo, Egipto | Australia | 3 - 0    | 3 – 0     | Copa Mundial Sub-20 |

### Goles con selección nacional
| Gol | Fecha               | Sede                                                   | Oponente  | Marcador | Resultado | Competencia |
| --- | ------------------- | ------------------------------------------------------ | --------- | -------- | --------- | ----------- |
| 1.  | 26 de enero de 2010 | Estadio Ingeniero Hilario Sánchez, San Juan, Argentina | Argentina | 2 - 2    | 3 – 2     | Amistoso    |
| 2.  | 29 de mayo de 2011  | Estadio Nacional, San José, Costa Rica                 | Nigeria   | 1 - 0    | 1 – 0     | Amistoso    |

## Clubes
| Club                       | País       | Año         |
| -------------------------- | ---------- | ----------- |
| Universidad de Costa Rica  | Costa Rica | 2009-2010   |
| Cerro Porteño              | Paraguay   | 2011        |
| Club Sport Herediano       | Costa Rica | 2011-2012   |
| Santos de Guápiles         | Costa Rica | 2012-2013   |
| Deportivo Saprissa         | Costa Rica | 2013        |
| FK Inter Baku              | Azerbaiyán | 2014-2015   |
| Belén                      | Costa Rica | 2015        |
| Liga Deportiva Alajuelense | Costa Rica | 2016-2017   |
| Santos de Guápiles         | Costa Rica | 2018        |
| A. D. San Carlos           | Costa Rica | 2019-2020   |
| A. D. Cariari Pococí       | Costa Rica | 2020        |
| Sporting Football Club     | Costa Rica | 2021        |
| Municipal Liberia          | Costa Rica | 2022 - 2024 |
| Puntarenas F.C.            | Costa Rica | 2024 - 2025 |